# Penny Dreadful
Penny Dreadful (dt. sinngemäß "schrecklicher Pfennigroman") ist eine US-amerikanisch-britische Horrorserie von John Logan, die im viktorianischen England spielt. Sie ist eine Koproduktion des US-Kabelsenders Showtime und des britischen Medienkonzerns Sky. Die Premiere der Serie fand am 9. März 2014 auf dem South by Southwest Film Festival statt. Ihre Erstausstrahlung in den Vereinigten Staaten hatte sie am 11. Mai 2014 bei Showtime. Im deutschsprachigen Raum war die Serie ab dem 16. September 2014 über Netflix abrufbar.
Die Ausstrahlung der dritten Staffel begann auf Showtime am 1. Mai 2016 und endete am 19. Juni 2016. Diese Episode stellt zugleich das Serienfinale dar. Im April 2020 lief das Spin-Off Penny Dreadful: City of Angels an.

## Hintergrund
Der Titel bezieht sich auf die sogenannten Penny-dreadful-Romane ähnlich den deutschsprachigen Groschenromanen, die im viktorianischen Großbritannien eine günstige fiktionale Publikation waren und entsetzliche, aufsehenerregende Themen behandelten (dreadful bedeutet "schrecklich" oder "furchtbar"). Die Serie stützt sich auf viele gemeinfreie Figuren aus dem 19. Jahrhundert der irischen und britischen Literatur wie Dorian Gray aus Oscar Wildes Werk Das Bildnis des Dorian Gray, Mina Harker, Abraham van Helsing und Dracula  aus Bram Stokers Dracula, Victor Frankenstein und Frankensteins Monster aus Mary Shelleys Roman Frankenstein sowie Henry Jekyll aus Robert Louis Stevensons Schauernovelle Der seltsame Fall des Dr. Jekyll und Mr. Hyde.

## Handlung
Penny Dreadful ist eine Gothic-Horror-Serie, die im Viktorianischen Zeitalter in London spielt. Die Handlung folgt dem Abenteuer und Überlebenskampf einer Gruppe von Außenseitern, einschließlich eines Vampirjägers, einer Spiritistin und eines Wissenschaftlers, die sich mit den dunklen Kräften des Übernatürlichen auseinandersetzen müssen.
Die Serie beginnt mit dem Auftauchen eines furchterregenden Monsters, das Kinder in der Stadt entführt und tötet. Sir Malcolm Murray, ein ehemaliger Afrikaforscher, bittet die begabte Spiritistin Vanessa Ives um Hilfe, um seine verschwundene Tochter Mina zu finden. Zusammen mit dem gefährlichen Vampirjäger Ethan Chandler und dem Wissenschaftler Victor Frankenstein begeben sich die beiden auf eine gefährliche Mission, um das Monster zu finden und zu besiegen.
Während ihrer Suche nach Mina treffen sie auf eine Reihe von bekannten literarischen Figuren, darunter Dorian Gray, Dr. Jekyll und Mr. Hyde und die Brontë-Schwestern, die alle Teil eines größeren, düsteren Konflikts sind. Vanessa entdeckt auch, dass sie selbst übernatürliche Kräfte besitzt, die sie nicht versteht oder kontrollieren kann.
Ethan Chandler, der Vampirjäger, muss sich ebenfalls mit seinen eigenen Dämonen auseinandersetzen. Er stammt aus einer gewalttätigen Familie und kämpft gegen seine eigene dunkle Natur, während er sich auch um die Sicherheit und das Wohl seiner Freunde kümmert.
Victor Frankenstein ist ein brillanter Wissenschaftler, der von seiner Vergangenheit verfolgt wird, als er ein künstliches Wesen erschuf, das später zum Monster wurde. Diese Ereignisse haben ihn gezwungen, sein Leben dem Studium des Todes und dem Verständnis des Lebens nach dem Tod zu widmen.
Die Handlung der Serie kulminiert in einer finalen Konfrontation mit dem Bösen, bei der die Charaktere ihre Kräfte vereinen müssen, um es für immer zu besiegen.

## Besetzung und Synchronisation
Die deutsche Synchronisation der Serie wurde von der Cinephon Filmproduktions GmbH, Berlin, durchgeführt. Dialogbuch schrieben Helen Wilke und Peter Minges. Letzterer führt auch die Dialogregie.

### Hauptrollen
| Schauspieler        | Rollenname                                   | Charakter | Synchronsprecher      | Staffeln |
| ------------------- | -------------------------------------------- | --- | --------------------- | -------- |
| Eva Green           | Vanessa Ives                                 | Eine mysteriöse und unerschütterliche Heldin, die keineswegs unterschätzt werden darf. | Katrin Zimmermann     | 1–3      |
| Josh Hartnett       | Ethan Chandler                               | Amerikaner, ein charmanter, dreister und wagemutiger Mann der Tat, furchtlos gegenüber Gewalt, jedoch auch traumatisiert und verworrener, als er zugeben mag.                                        | Simon Jäger           | 1–3      |
| Reeve Carney        | Dorian Gray                                  | Ein selbstsicherer und faszinierender, aber dennoch ein wenig isolierter Mann mit Machtinstinkt. | Arne Stephan          | 1–3      |
| Timothy Dalton      | Sir Malcolm Murray                           | Sir Malcolm ist ein abgebrühter Afrikaforscher, der in der ersten Staffel seine entführte Tochter Mina sucht und in den Folgestaffeln an der Seite von Vanessa und/oder Ethan gegen das Böse kämpft. | Lutz Riedel           | 1–3      |
| Harry Treadaway     | Victor Frankenstein                          | Der junge, ehrgeizige und opiumabhängige Arzt ist der Schöpfer von John Clare, Proteus und schließlich Lily, in die er unglücklich verliebt ist.                                                     | David Turba           | 1–3      |
| Rory Kinnear        | Caliban / John Clare (Frankensteins Monster) | Wurde als erster Toter von Frankenstein ins Leben zurückgeholt. John Clare macht diverse Wandlungen durch und erinnert sich in Staffel 3 an sein ursprüngliches Leben.                               | Frank Schaff          | 1–3      |
| Billie Piper        | Brona Croft (Lily)                           | Eine irische Einwanderin, die ihrer dunklen Vergangenheit als unglückliche Straßenprostituierte zu entfliehen versucht.                                                                              | Nadine Zaddam Leopold | 1–3      |
| Simon Russell Beale | Ferdinand Lyle                               | Ein exzentrischer Ägyptologe, der als Informant mitunter die Seiten wechselt, da es die Gegner geschickt verstehen seine Schwäche zu nutzen; seine Eitelkeit.                                        | Lutz Mackensy         | 1–3      |
| Danny Sapani        | Sembene                                      | Der Afrikaner ist ein langjähriger Verbündeter und Diener von Sir Malcolm und scheint in dessen Schuld zu stehen.                                                                                    | Hans Hohlbein         | 1–2      |
| Helen McCrory       | Madame Kali/Evelyn Poole                     | Mit dunklen Mächten verbündete Spiritistin, die sich in Staffel 2 bemüht, Sir Malcolm für sich zu gewinnen.                                                                                          | Arianne Borbach       | 1–2      |

### Nebenrollen
| Schauspieler      | Rollenname                | Charakter                                                                     | Synchronsprecher     | Staffel(n) |
| ----------------- | ------------------------- | ----------------------------------------------------------------------------- | -------------------- | ---------- |
| David Warner      | Prof. van Helsing         | Hämatologe und Vampirkenner                                                   | Friedhelm Ptok       | 1          |
| Alun Armstrong    | Vincent Brand             | Leiter des Grand Guignol Theaters                                             | Kaspar Eichel        | 1          |
| Hannah Tointon    | Maude Gunneson            | Schauspielerin im Grand Guignol                                               | Nicole Hannak        | 1          |
| Olly Alexander    | Fenton                    | Verbündeter der Vampire                                                       | Patrick Baehr        | 1          |
| Olivia Llewellyn  | Mina Harker               | Sir Malcolms Tochter                                                          | Marion Elskis        | 1–2        |
| Noni Stapleton    | Gladys; Lady Murray       | Sir Malcoms Ehefrau                                                           | Susanne Schwab       | 1–2        |
| Alex Price        | Proteus                   | Frankensteins zweite Schöpfung                                                | Nicolas Böll         | 1–2        |
| Sarah Greene      | Hecate Poole              | Madame Kalis (Evelyn Poole) älteste Tochter                                   | Marieke Oeffinger    | 2–3        |
| Stephen Lord      | Warren Roper              | Von Ethans Vater beauftragter Agent, der Ethan nach Amerika zurückholen soll  | Gerald Schaale       | 1–2        |
| Jonny Beauchamp   | Angelique                 | Transsexuelle Frau, die eine Beziehung mit Dorian eingeht                     | Dirk Petrick         | 2          |
| David Haig        | Oscar Putney              | Inhaber eines Wachsmuseums, der John Clare bei sich einstellt                 | Michael Pan          | 2          |
| Ruth Gemmell      | Octavia Putney            | Oscar Putneys Ehefrau                                                         | Vera Teltz           | 2          |
| Tamsin Topolski   | Lavinia Putney            | Oscar und Octavia Putneys blinde Tochter                                      | Daniela Molina       | 2          |
| Patti LuPone      | Joan Clayton / Dr. Seward | Praktizierende im Okkulten (Staffel 2) / Vanessa Ives Therapeutin (Staffel 3) | Silke Matthias       | 2 / 3      |
| Douglas Hodge     | Bartholomew Rusk          | Ermittler von Scotland Yard                                                   | Frank Röth           | 2–3        |
| Jack Hickey       | Junior Inspector          | Rusk von Scotland Yard unterstellt                                            | Simon Derksen        | 2–3        |
| Christian Camargo | Dr. Sweet / Dracula       | Menschliche Tarnung als Direktor des Natural History Museums                  | Nicola Devico Mamone | 3          |
| Samuel Barnett    | Renfield                  | Angestellter von Dr. Seward, Verbündeter von Dracula                          | Patrick Baehr        | 3          |
| Wes Studi         | Kaetenay                  | Vom Stamm der Apachen, Vaterfigur für Ethan und dessen Unterstützer           | Axel Lutter          | 3          |
| Perdita Weeks     | Catriona Hartdegen        | Thanatologin, Fechterin, Unterstützerin von Vanessa                           | Anja Stadlober       | 3          |
| Brian Cox         | Jared Talbot              | Ethans Vater                                                                  | Ben Hecker           | 3          |
| Jessica Barden    | Justine                   | Ehemalige Prostituierte, die von Lily und Dorian aufgenommen wird             | Anna Gamburg         | 3          |
| Shazad Latif      | Dr. Henry Jekyll          | Chemiker und Collegefreund von Dr. Frankenstein                               | Tim Knauer           | 3          |

## Produktion und Entwicklung
Im Januar 2013 wurde bekannt gegeben, dass Showtime sich die Rechte an der Serie gesichert hat. Logan und Mendes haben zuvor schon zusammen bei Skyfall am Drehbuch geschrieben als auch Regie geführt. Die Produktion der Serie begann in London in der zweiten Hälfte von 2013. David Nevins, der Vorsitzende von Showtime, verkündete, dass das Flair der gesamten Serie „sehr realistisch und sehr fundiert, nicht Bela Lugosi“ sein wird. „Alle existieren in Menschenform zu Londons Jahrhundertwende.“ Als lebenslanger Fan von literarischen Monstern, schrieb Logan zunächst auf gut Glück an dem Projekt und wird nun das Drehbuch zu jeder Folge der Serie schreiben. Es war angedacht, dass Mendes Regie bei allen Episoden führen würde, allerdings verhinderte dies der Zeitplan.
Im März 2013 wurde bekannt gegeben, dass die Serie im Vereinigten Königreich gefilmt wird, da hier durch eine neue Steuerreform für die heimische Filmindustrie ein Steuerrabatt von 25 % gewährt wird. Dennoch wurde im August 2013 verkündet, dass die Produktion aufgrund der steuerlichen Begünstigungen nach Paragraph 481 stattdessen in Brays Ardmore Studios und anderen Orten rund um Dublin, Irland stattfindet. Die Dreharbeiten begannen am 7. Oktober 2013 und dauerten fünf Monate. Berichten zufolge erfolgte der Wechsel auch aufgrund von fehlendem Bühnenraum angemessener Größe, da zu dieser Zeit weitere Dreharbeiten von großen Filmproduktionen in London durchgeführt wurden.
Im Mai 2013 kündigte Juan Antonio Bayona an, dass er mit Produktionsstart der Serie im September 2013 Regie führen wird. Bayona führte Regie bei den ersten zwei Episoden der ersten Staffel, die insgesamt aus acht Episoden bestehen wird. Die Regie bei den Episoden 3 und 4 wird von der irischen Regisseurin Dearbhla Walsh geführt, bei Episode 5 und 6 von Coky Giedroyc und bei Episode 7 und 8 von James Hawes.
Im Dezember 2013 kündigte Showtime den aller ersten Produktionsblog für eine Serie mit dem Start des The Penny Dreadful Production Blog an. Der Blog gibt den Zuschauern die Möglichkeit, online einen Einblick hinter die Kulissen der Produktion der Serie anzusehen, angefangen von den ersten Dreharbeiten in Irland bis zum Ende der ersten Staffel, und beinhaltet Interviews mit den Schauspielern und dem Produktionsteam. Der Blog hat seine eigene Webseite, und die Videos werden auch auf YouTube veröffentlicht.
Am 14. Februar 2014 wurde der erste offizielle Trailer der Serie in voller Länge von Showtime veröffentlicht.